# Ulrich Schindewolf
Ulrich Schindewolf (* 14. Juli 1927 in Berlin; † 29. April 2018) war ein deutscher Chemiker.

## Leben
Ulrich Schindewolf wurde als Sohn von Otto Heinrich Schindewolf 1927 in Berlin geboren. Er studierte an den Universitäten in Berlin (Humboldt-Universität) und Tübingen und promovierte am heutigen Max-Planck-Institut für biophysikalische Chemie in Göttingen bei Karl Friedrich Bonhoeffer mit einer elektrochemischen Arbeit. Nach mehrjährigen Auslandsaufenthalten, u. a. am Massachusetts Institute of Technology, ging Schindewolf schließlich an das Kernforschungszentrum Karlsruhe. Er habilitierte sich in Karlsruhe und wurde 1972 als ordentlicher Professor an die Universität Karlsruhe (TH), Institut für Physikalische Chemie, Lehrstuhl für Molekulare Physikalische Chemie, berufen. Er wurde 1997 emeritiert.

## Arbeit
Schindewolf beschäftigte sich mit einer Vielzahl von Arbeitsthemen:
- Elektrochemie,
- Kern- und Radiochemie,
- Strahlen- und Photochemie und schließlich
- Kernverfahrenstechnik.

Am physikalisch-chemischen Institut in Karlsruhe setzte Schindewolf seine im Kernforschungszentrum Karlsruhe begonnenen Arbeiten über die Isotopentrennung, insbesondere über die Anreicherung von schwerem Wasser fort, die auf dem katalysierten Isotopenaustausch zwischen technisch erzeugtem Wasserstoff und flüssigem Ammoniak beruht.
1974 konzipierte Schindewolf ein preisgekröntes Verfahren zur Entgiftung von Cyanidabfällen. Es beruht auf der schon von Justus von Liebig beschriebenen Hydrolysereaktion (Cyanid ⇒ Formiat und Ammoniak), die bei erhöhter Temperatur sehr schnell und vollständig abläuft.
Später führte er umfassende Untersuchungen durch, die sich mit den thermodynamischen, elektrochemischen, spektroskopischen und kinetischen Eigenschaften solvatisierter Elektronen in polaren und unpolaren Lösungen beschäftigten.

## Veröffentlichungen (Auswahl)
- Physikalische Kernchemie, F. Vieweg Verlag, Braunschweig, 1959
- 100 Jahre Institut für Physikalische Chemie an der Universität Karlsruhe, in: Bunsen-Magazin 2. Jahrgang 6/2000, S. 138–147 online, PDF